# スイッチピッチャー
スイッチピッチャー (switch thrower, ambidextrous pitcher) は、野球において、左右両方の腕でボールを投げることができるピッチャーのこと。
投打の利き腕には、左右投（げ）もしくは両打投（げ）と表示される。
例：左右投（げ）右打（ち）＝両投（げ）右打（ち）
　　左右投（げ）左打（ち）＝両投（げ）左打（ち）
　　左右投（げ）左右打（ち）＝両投（げ）両打（ち）

## 概説
メジャーリーグ史上では19世紀に4人（トニー・マレーン、ラリー・コーコラン、エルトン・チェンバレン、ジョージ・ウィーラー）、1901年以降では2人（グレッグ・ハリス、パット・ベンディット）しか公式戦での登板が記録されていない、非常に稀な選手である。
19世紀のメジャーリーグでスイッチピッチャーが何人か登場した背景には、当時試合でグラブをつけずに投球していた投手が相当数いたことがある。
日本プロ野球（NPB）では、公式戦で左右投げが実行されたことはない。ただし、オールスターゲームでは、2025年第1戦（7月23日・京セラドーム大阪）で4回表にリバン・モイネロ（ソフトバンク）が2死としたところでグラブを右利き用にスイッチ、打者サンドロ・ファビアン（広島）に対し右投げを披露、サードフライに打ち取った。
両投げ投手として登録されたのは近田豊年（南海・ダイエー→阪神）のみであるが、近田の右投げは実際の試合で通用する水準ではなく、公式戦では左でしか投げなかった。
近田以外にもダルビッシュ有や野崎進など、左右両方で投球できる選手は過去に数名が存在したが、いずれも登録上は両投げとなっておらず、「反対側の腕」で投球したという公式記録もない。
日本では2010年に改正されたルールにより、スイッチピッチャーは、投げない方の手にグラブをはめることで、左右どちらで投げるかを明確にすることが義務付けられた。
また、原則として一人の打者との対戦中は投げる手を変えてはならないこと、負傷により同一打者の打撃中に投球する手を変えることは認められているが、その試合中は再び投球する手を変えることはできないことが規定された。
アマチュア野球では、両投げ投手が報道され話題になることがある。
使用するグラブは左右両方の手にはめられるような特殊な構造（親指を入れる部分が両側にある6本指の形状）のものになる。
漫画の世界では左右投げ投手が稀に登場する。漫画家の水島新司は「左右投げは一番の夢」と発言していた。

## 主な選手

### 日本プロ野球
- 近田豊年：日本プロ野球で初めて登録されたスイッチピッチャー。ただし一軍では1試合に登板したのみで、この登板では左投げでのみプレーしており、公式戦で両手投げを披露することはなかった。
- 小久保浩樹：泉尾高→西武ライオンズ。高校時代は投手として左右両方で投げていたが、プロには外野手として入団。そのため「両投げ投手」としてはアマチュア時代の実績のみ。また一軍出場はなく、二軍でも公式戦出場は僅かであった。
- リバン・モイネロ：2025年のオールスターゲーム第1戦にて、4回表2死から右投げに変更、打者1人を打ち取った[1][2]。

### アメリカ合衆国（メジャーリーグ／マイナーリーグ）
- ラリー・コーコラン：1880 - 1887年に活躍。通算177勝89敗、無安打試合を3度記録している。
- トニー・マレーン：1881 - 1894年に活躍。通算284勝220敗。
- エルトン・チェンバレン（英語版）：1886 - 1896年に活躍。通算157勝120敗。「アイスボックス」のニックネームを持つ。
- バート・キャンパネリス：1962年8月13日、フロリダステートリーグで左右投げを披露した。メジャーでは遊撃手だった。
- グレッグ・ハリス：1981 - 1995年に活躍。703試合に登板、74勝90敗、防御率3.69。スイッチヒッターでもある。
- パット・ベンディット：イタリア代表。2008年にヤンキース傘下入団。2015年6月メジャー昇格[6]。
- ジュランジェロ・サインチェ：2024年のMLBドラフトでシアトル・マリナーズが1巡目指名した（全体15番目）。

### 日本のアマチュア野球・独立リーグ
- 赤塚瑞樹：麗澤瑞浪→立大→BCリーグ・滋賀→信濃→米独・ジャッカルズ→米独・グレイズ（英語版）。元々は右投であったが、父親の勧めで両投げを修得。スイッチヒッターでもある。大学4年春終了後に公式戦では右投げに専念しており[7]、卒業後は両投げに戻している[8]。
- 武澤龍矢：東京成徳大深谷→東海大札幌キャンパス。小学生時代に利き腕の右肘を骨折し漫画『MAJOR』の影響を受けて左投げに挑戦する[9]。
- 工藤大輔：鶴岡東→東北公益文科大。元々は右投げ右打ち。小学生時代に左投げ、中学生時代に左打ちも挑戦して両投げ両打ちになる[10]。
- 寺田啓悟：土佐塾→東洋大。元来は右利きだが、左利きの優位性を感じていた父親から左投げ左打ちとして指導され、のちに右も会得したことから両投げ両打ちとなる[11]。大学では内野手[12]。

### 他、海外選手
- エサウ・マドリガル・タピア：野球メキシコ代表選手。プレミア12の日本戦やアメリカ戦で登板[13][14]。

### 架空の野球選手
- 堂島剛（エースの条件）
- 網走（アパッチ野球軍）
- 木下次郎（ドカベン）
- 荒木新太郎（ダントツ）
- 久鬼（球道くん）
- 近藤勇二（大甲子園）
- 先斗三十郎（大甲子園）
- 野中ゆたか（風光る）
- 三原心平（ストッパー）
- 山下たろー（県立海空高校野球部員山下たろーくん）
- 高木（県立海空高校野球部員山下たろーくん）
- 蝶野誠二（新・野球狂の詩）
- 小沢亜穂（ストライプブルー）
- 七嶋裕之（砂の栄冠）
- 家長太陽（BUNGO -ブンゴ-）
- 火燈紅助（デュアルマウンド）

この他、厳密な意味でのスイッチピッチャーではないが『巨人の星』の主人公・星飛雄馬は左の肩、『MAJOR』の主人公・茂野吾郎は右の肩を故障をして一旦、選手生命を絶たれた後に星は右投手としてプロに現役復帰、茂野は中学野球部で左投手として復帰している。

## 関連エピソード
- 1995年9月28日、対シンシナティ・レッズ戦でモントリオール・エクスポズ所属のグレッグ・ハリスが、近代メジャーリーグ公式記録上初めてマウンド上で投球に使う腕を変えた。3対9のビハインドで迎えた9回に右ピッチャーとして登板。最初の右打者のレジー・サンダースをショートゴロに打ち取った。そして投球を左腕に変えて続く左打者、ハル・モリスとエディ・トーベンシーと対面。ハル・モリスに対してはフォアボール、エド・トーベンシーをピッチャーゴロに打ち取り、最後は再び右腕に戻してブレット・ブーンをピッチャーゴロに打ち取り、ゲームを締めた。この時のハリスは左右どちらにもはめることができる「6本指のグラブ」をはめて登板し、このグラブは試合後にアメリカ野球殿堂に贈られた。
- シカゴ・ホワイトソックスとボルチモア・オリオールズで監督を務めたポール・リチャーズも高校時代はスイッチピッチャーとして登板した経験があり、スイッチヒッターと対戦した際には、互いに打席と投げる腕を決められずに揉めたと言う。
- 2008年6月20日、マイナーリーグのスタテンアイランド・ヤンキース対ブルックリン・サイクロンズの試合で、スイッチピッチャーのパット・ベンディットとスイッチヒッターのラルフ・エンリケが対戦し、互いに打席と投球する腕が決められずに揉めるという事件が起きた[15]。ルールに明確に規定されていない事項であったため、球審がエンリケに先に打席を選ぶよう指示した[16]。ベンディットも右投げを選び、右打席対右投げの対決となった。結果は三振。この一件以降は「投手は投球する手を明らかにし、同一打者には投球する手を変えることができない」[5] ことが明文化された。このために事実上は投手が先に投球する手を選ぶこととなる。MLBにおける最初の適用例は、のちにMLBに昇格したベンディット本人のデビュー戦であった（打者はボストン・レッドソックスのブレイク・スワイハート）。
- 日本のBCリーグ滋賀で登録された赤塚瑞樹は、2020年9月12日の対富山GRNサンダーバーズ9回戦において、ダブルヘッダー変則ルールのため5イニングであったが完投勝利をあげ[17]、日本プロ野球界における初の両投げ投手による勝利を記録した。
- 投手登録以外での両投げ選手は、日本プロ野球では外野手の小久保浩樹（西武）が、両投げとして選手登録された例がある。小久保は高校時代は投手も兼任しており、高校時代の練習試合で両投げを披露したことがある。その他に、独立リーグのBCリーグで、同じく外野手の宮之原健（福島→武蔵）が両投げとして選手登録されていた。アマチュア野球では、同じく外野手の水本弦が両投げとして選手登録されていた例がある。